# Islas Seribu
Mil Islas (Kepulauan Seribu en indonesio) es la única regencia de Yakarta (Indonesia). Son una cadena de 110 islas que se extienden a lo largo de 45 km hacia el norte en el mar de Java; la más cercana se encuentra en la bahía de Yakarta, a solo unos kilómetros de tierra firme.
Abarcan un área total de 8,7 km² y la población es de unas 20.000 personas. Pulau Pramuka es la capital de las Mil Islas, aunque la más poblada es Panggang. Toda la zona es un parque marítimo nacional aunque el desarrollo está permitido en 37 islas. Algunas islas están deshabitadas, otras sin embargo tienen recursos turísticos y unas pocas son propiedad privada de yakartianos ricos.

## Administración
Formalmente son una regencia de Yakarta y está dividida en dos subdistritos:
| En español          | En indonesio             | En inglés              |
| ------------------- | ------------------------ | ---------------------- |
| Mil Islas del Norte | Kepulauan Seribu Utara   | North Thousand Islands |
| Mil Islas del Sur   | Kepulauan Seribu Selatan | South Thousand Islands |

## Comercio
La pesca es la principal actividad comercial de las islas. Sin embargo, ha habido una caída del valor de esta actividad debido a la sobrepesca en las aguas colindantes.